# Apeadero Kilómetro 53
KM 53 era un apeadero perteneciente al Ferrocarril General Manuel Belgrano. 
Actualmente se encuentran algunos vestigios del mismo ya que casi desapareció por completo, circulan periódicamente zorras de la Asociación Ferroviaria Belgrano Sur están trabajando para la conservación de ciertas áreas con más dificultades para colaborar en la reactivación y el tráfico del material rodante (exploradora/tren de trabajo) hasta Navarro.

## Ubicación
Estaba ubicado en la zona rural del partido de Marcos Paz, provincia de Buenos Aires, República Argentina.

## Servicios
Actualmente no brinda servicios de pasajeros ni de cargas.